# Mighty Max (série télévisée d'animation)
Pour les articles homonymes, voir Mighty Max.
Mighty Max est une série télévisée d'animation américaine en 40 épisodes de 21 minutes, créée par Rob Hudnut et Mark Zaslove et diffusée entre le 12 septembre 1993 et le 2 décembre 1994 en syndication. Cette série était également associée à une gamme de jouets.
En France, la série a été diffusée en 1994 sur Canal+ et rediffusée en 1995 sur M6.

## Synopsis
Les aventures de Mighty Max, un adolescent dont la casquette a le pouvoir d'ouvrir un vortex spatio-temporel, lui permettant de maintenir l'équilibre de l'univers.

## Voix
- Rob Paulsen (VF : Christophe Lemoine) : Mighty Max
- Tony Jay (VF : Jean-Pierre Delage) : Virgil
- Richard Moll (VF : Mario Santini) : Norman
- Tim Curry (VF : Christian Pélissier) : Skeloferos
- Kath Soucie (VF : Nathalie Régnier) : Bea
- Corey Burton (VF : Thierry Bourdon) : Felix, Maximilien, Tomori
- Charles Adler (VF : Xavier Percy) : Ernie/JC Mega dans "Skelobernetus II"
- Tress MacNeille (VF : Sophie Deschaumes) : la mère de Max

## Épisodes[1]

### Première saison (1993)
1. Le Destin de Mighty Max (A Bellwether in One's Cap)
2. Les Voleurs de cerveaux (The Brain Suckers Cometh)
3. Le Jour du Cyclope (Day of the Cyclops)
4. Le Temple de Venom (Snakes & Laddies)
5. La Nuit des zombies (The Mother of All Adventures)
6. Le Dragon de l'apocalypse (Let Sleeping Dragons Lie)
7. La Vengeance de Norman (Norman's Conquest)
8. La Cité des singes (Rumble in the Jungle)
9. Le Fetour de Skeloferos (Bring Me the Head of Mighty Max)
10. 20 000 Pieuvres sous les mers (Less Than 20,000 Squid Heads Under the Sea)
11. Les Loups-garous (Werewolves of Dunneglen)
12. Les Extraterrestres de glace (Out in the Cold)
13. Les Sept Magnifiques (The Maxnificent Seven)

### Deuxième saison (1994)
1. Le Seigneur de la lave (Pandora's Box [1/2])
2. Skeloferos refait surface (Pandora's Box [2/2])
3. Le Sang du dragon (Blood of the Dragon)
4. Celui qui n'a pas de nom (The Missing Linked)
5. L'Année du rat (The Year of the Rat)
6. Le Virus Skelobernetus (The Cyberskull Virus)
7. Zygote et la Mutation génétique (Zygote's Rhythm)
8. L'Araignée géante (Along Came Arachnoid)
9. Lakjar le démon (The Axeman Commeth)
10. Scarabée ou Extraterrestre (Beatlemania)
11. Talon le mangeur d'âme (Souls of Talon)
12. Le Smilodon (Tar Wars)
13. Le Clown sans pitié (Clown Without Pity)
14. Max ou Max (Max VS Max)
15. Skelobernetus II (Cyberskull II the Next Level)
16. La Revanche de Fuath (Fuath and Beggora)
17. Le Conquérant (Dawn of the Conqueror)
18. Docteur Scorpio (Scorpio Rising)
19. L'Évolution de Zygote (Zygote Music)
20. Kali, la déesse des ténèbres (Good Golly Ms. Kali)
21. Le Retour de Némo (Around the World in Eighty Arms)
22. Comtesse ou Vampire (Fly by Night)
23. La Main d'Osiris (The Mommy's Hand)
24. Le Monstre de guerre (I, Warmonger)
25. Sirius et la Source de tous les pouvoirs (Sirius Trouble)
26. La Lutte finale : 1re partie (Armageddon Closer)
27. La Lutte finale : 2e partie (Armageddon Outta Here)